# Tjärnen, Lappland
Tjärnen är en sjö i Malå kommun i Lappland och ingår i Skellefteälvens huvudavrinningsområde. Sjön har en area på 0,209 kvadratkilometer och ligger 297 meter över havet.

## Delavrinningsområde
Tjärnen ingår i det delavrinningsområde (724029-165790) som SMHI kallar för Ovan VDRID = Skellefteälven i Gräsandbäckens vatt*. Medelhöjden är 317 meter över havet och ytan är 31,1 kvadratkilometer. Det finns inga avrinningsområden uppströms utan avrinningsområdet är högsta punkten. Gräsandbäcken som avvattnar avrinningsområdet har biflödesordning 2, vilket innebär att vattnet flödar genom totalt 2 vattendrag innan det når havet efter 118 kilometer. Avrinningsområdet består mestadels av skog (42 procent) och sankmarker (55 procent). Avrinningsområdet har 0,61 kvadratkilometer vattenytor vilket ger det en sjöprocent på 1,9 procent.